# 義海雄風
是一部1992年的美國劇情片，由洛·雷納執導，阿倫·索金編劇，湯·告魯斯、積·尼高遜及狄美·摩亞主演。電影改編自索金的同名舞台劇，描述兩名美国海军陆战队隊員被控謀殺同袍、並接受審訊的過程，以及稱為「紅色條規」（Code Red）的軍中潛規則及霸凌現象。
此片上映之後廣受好評，亦在奧斯卡金像獎及金球獎獲得不少獎項的提名。

## 劇情
在古巴關塔那摩灣海軍基地的美國海軍陸戰隊邊境駐地上，發生了准下士哈洛·道森和二等兵勞登·道尼殺害了同袍——威廉·聖地牙哥一等兵的軍中命案。由於聖地牙哥在陸戰隊中訓練成績不佳，與戰友的關係也不好，因此將自己希望調離關塔那摩灣的請求寫成了許多信，越級上報給美國海軍和陸戰隊的數個高層機構，並在信中提到了請求的交換條件，也就是舉發之前道森准下士在邊界執勤時，違紀朝古巴境內開槍的事件。這些信在關塔那摩灣的陸戰隊兵營指揮部內引發了關注。兵營副指揮官馬修·馬金森中校認為此事非同小可，支持將聖地牙哥調離、避免事端。但他的上司和昔日同期同學——觀念死硬而權大勢大的指揮官納森·傑瑟普上校，認為聖地牙哥的舉止不可寬容，且有違陸戰隊員的本分和作風，因此不但否決調離的意見，還要求聖地牙哥的排長強納森·肯德里克中尉加強這位小兵的磨練。但在之後的某天夜間，道森和道尼闖入聖地牙哥的寢室，將他綑綁起來、並朝嘴裡塞了抹布想要教訓他，結果拿開抹布後發現聖地牙哥在出血，當天就死於基地醫務室，而兩人也被拘捕、遭到起訴。此外，值班軍醫也表示聖地牙哥的死因是抹布造成的中毒反應，這加深了道森和道尼的罪嫌。
在華府，任職於美國海軍執法署的喬安·蓋洛威少校懷疑案情並不單純，認為道森和道尼對聖地牙哥施行的其實是「紅色條規」——軍營中對不合群者的法外懲戒，而且當中可能有來自上級的指示。若此情形成立，那道森和道尼就不是主謀。於是她向海軍的長官毛遂自薦，希望能擔任兩位陸戰隊員的辯護人，卻發現此案件已經委任執法署內的另一名海軍中尉丹尼爾·凱菲代為處理，凱菲是一位從哈佛法學院畢業一年，才華洋溢卻又態度輕浮的年輕律師，他與蓋洛威在初期產生了諸多不合，蓋洛威對凱菲漫不經心地處理自己的案件、只想用認罪協商的技巧了事而心生惱怒，而凱菲也覺得蓋洛威過於多事而感到不滿。
之後，凱菲在執法署內的同事及朋友——陸戰隊上尉傑克·羅斯成了公訴人，代表美國政府以殺人的罪名、對道森和道尼提起訴訟。羅斯一開始主張給兩位士兵重判二十年，不過在凱菲提起了「紅色條規」之後，羅斯馬上改而接受較短的刑期，兩人就因此達成了協商。接下來，凱菲和自己的搭擋山姆·溫伯格中尉與蓋洛威一起搭機去關塔那摩灣的現場調查，見到了傑瑟普上校、馬金森中校和肯德里克中尉。但傑瑟普上校對一夥人的調查並未展現出很配合的態度，還說自己當時在指揮部內就與馬金森、肯德里克一致同意將聖地牙哥盡快調離。最後，被蓋洛威少校問及紅色條規的事情時，只強調自己會堅持自己的方式來帶部隊，雖然在明令上禁止這種事、但只要不知情，就不會干預其在軍中的進行。
然而回到美國後，事情出現了變數。蓋洛威告知凱菲，說馬金森中校已經自行失蹤了。而之後兩人一起詢問道森案情時，他堅持自己與道尼的舉動，是在肯德里克排長公開下令不得觸犯聖地牙哥的五分鐘後，遵行了肯德里克對兩人的口頭要求，也就是實施「紅色條規」、把聖地牙哥綁起來剃頭作為教訓。他們找羅斯談論了存在紅色條規的事，羅斯又表示師部為了避免牽扯到傑瑟普的部隊，只要在道森和道尼認罪的情況下，就可以接受再把其處分降為過失殺人、兩年刑期，而且六個月後就能回家，否則進了法院程序後，自己就只能沒有妥協空間的追究到底。不過除了蓋洛威堅持要上庭辯論外，道森也斷然拒絕這個協商，表示自己寧可因為服從命令而被判處任何懲罰，也絕對不以認罪的方式換取較短的刑期、甚至得到非榮譽退役的可能。最後道森還在盛怒之下公開展現了對凱菲的輕蔑，讓凱菲拂袖而去，甚至一度想要求找新律師來接替自己。僅管如此，凱菲後來還是被蓋洛威改變了心意，決定在法庭上挺身替兩位士兵辯護。
在審訊的過程中，凱菲、蓋洛威和溫伯格組成的辯方，致力在軍方組成的陪審團面前證明聖地牙哥之死，是因為道森和道尼服從了紅色條規的結果，而且指出道森是在一位陸戰隊員被紅色條規懲罰的期間，偷偷違反命令給予其幫助，才得到了無法晉升為下士的懲罰、並從中學到了不可抵觸紅色條規的教訓。但他們的努力在之後就遇到一連串重挫——肯德里克中尉矢口否認自己下令執行紅色條規，而羅斯所屬的訴方在一次交叉質詢的過程中戳破了道尼的供詞，使他承認自己不可能如先前所堅持的一樣，也就是親耳聽見肯德里克中尉的親口下令。而雖然失蹤一段時間才出面的馬金森中校主動找上凱菲，表示有證據顯示傑瑟普上校根本無意放聖地牙哥走，還不惜偽造調離令、甚至竄改關塔那摩灣到美國安德魯斯空軍基地的軍機起降紀錄，來塑造自己有安排聖地牙哥調走的表象，但之後他卻於出庭作證之前，舉槍自殺了。馬金森的死又對辯方構成另一大打擊，因為失去了最重要的證人。深感絕望的凱菲認為這次官司已經徹底輸掉，在大雨中喝到酩酊大醉才回到家，不但當著溫伯格的面大發脾氣、還在蓋洛威勸他傳喚另一位重要人物——傑瑟普到案以贏得官司的時候，反唇相稽地將怒火發洩到她身上，讓深深被激傷的蓋洛威噙著淚奪門而出。凱菲直到情緒冷靜後才追出去，答應蓋洛威會把傑瑟普上校叫出庭。
之後，凱菲重新展現了積極的態度，與溫伯格和蓋洛威一起全力反攻，蒐集資料。在下一次開庭時，終於從古巴傳喚到了傑瑟普上校，凱菲試著用聖地牙哥房裡的軍服沒有打包、沒發出電話和信件等種種證據，認定聖地牙哥沒有要離開基地的跡象，並以此當面質疑傑瑟普上校根本不打算調走聖地牙哥，傑瑟普只是冷冷反駁了這段質疑，表示自己確實為了避免聖地牙哥的人身安全受到威脅，而執行了他的調離。但凱菲之後就抓到了說詞中的矛盾：傑瑟普上校曾表示陸戰隊裡人人總是服從命令，而在這樣的前提下，既然他先前表示自己已經明令所有人不許碰聖地牙哥，那聖地牙哥就不可能處於危險中，更沒有調離的必要。最後，傑瑟普上校在凱菲節節進逼的激將法下動了肝火，開始以國家的防衛、陸戰隊的責任和軍規的重要為理由，強調自己管理部隊的方式不容外人質疑，還在失控下脫口說出自己就是下令對聖地牙哥實施紅色條規的人。主持審判的法官——藍道夫上校立刻宣布陪審團迴避，等待下次開庭，而羅斯也對傑瑟普上校宣讀了權利告知，表示他已經當庭被捕。
在最後一次開庭上，宣布了陪審團討論的結果：道森和道尼的謀殺罪名不成立，但判決他們作為陸戰隊員，卻犯下了行為不當之罪，並勒令兩人非榮譽退役。道尼在法官宣布退庭後對於這個結果大表不解，認為服從傑瑟普上校命令的自己不該有罪，但道森卻坦然接受，並表示兩人錯在沒替聖地牙哥這樣的弱者挺身而出。最後當兩人即將被帶離時，凱菲表示道森不需要陸戰隊的臂章也能擁有尊嚴，而道森也一改之前對凱菲的鄙視，向這位中尉行了舉手禮。

## 演員
- 湯姆·克魯斯 飾 丹尼爾·凱菲（Daniel Kaffee），海軍中尉、執法署律師、被告首席辯護
- 傑克·尼克遜 飾 納森·傑瑟普（Nathan R. Jessep），海軍陸戰隊上校，關塔那摩灣陸戰隊兵營指揮官
- 黛咪·摩爾 飾 喬安·蓋洛威（JoAnne Galloway），海軍少校、執法署內務部門人員、被告辯護
- 凱文·貝肯 飾 傑克·羅斯（Jack Ross），海軍陸戰隊上尉、軍事檢察官，代表美國政府起訴道森、道尼兩位士兵
- 基佛·蘇德蘭 飾 強納森·肯德里克（Jonathan Kendrick），海軍陸戰隊中尉、排長
- 凱文·波拉克 飾 山姆·溫伯格（Sam Weinberg），海軍中尉、執法署律師
- J·T·華許（英语：J. T. Walsh） 飾 馬修·馬金森（Matthew Andrew Markinson），海軍陸戰隊中校、兵營副指揮官
- 麥克·迪羅倫佐（英语：Michael DeLorenzo） 飾 威廉·聖地牙哥（William T. Santiago），海軍陸戰隊一等兵，遭到同袍殺害
- 沃夫岡·博蒂森（英语：Wolfgang Bodison） 飾 哈洛·道森（Harold W. Dawson），海軍陸戰隊准下士、班長，被控殺害聖地牙哥
- 詹姆士·馬歇爾（英语：James Marshall (actor)） 飾 勞登·道尼（Louden Downey），海軍陸戰隊一等兵、被控為同謀
- J·A·普萊斯頓（英语：J.A. Preston） 飾 藍道夫（Julius Alexander Randolph），海軍陸戰隊上校、軍法官
- 飾 巴恩斯（Jeffrey Owen Barnes），海軍陸戰隊下士、證人
- 小古巴·古丁 飾 漢梅克（Carl Edward Hammaker），海軍陸戰隊下士、證人

## 幕後花絮

### 拍攝計畫緣起

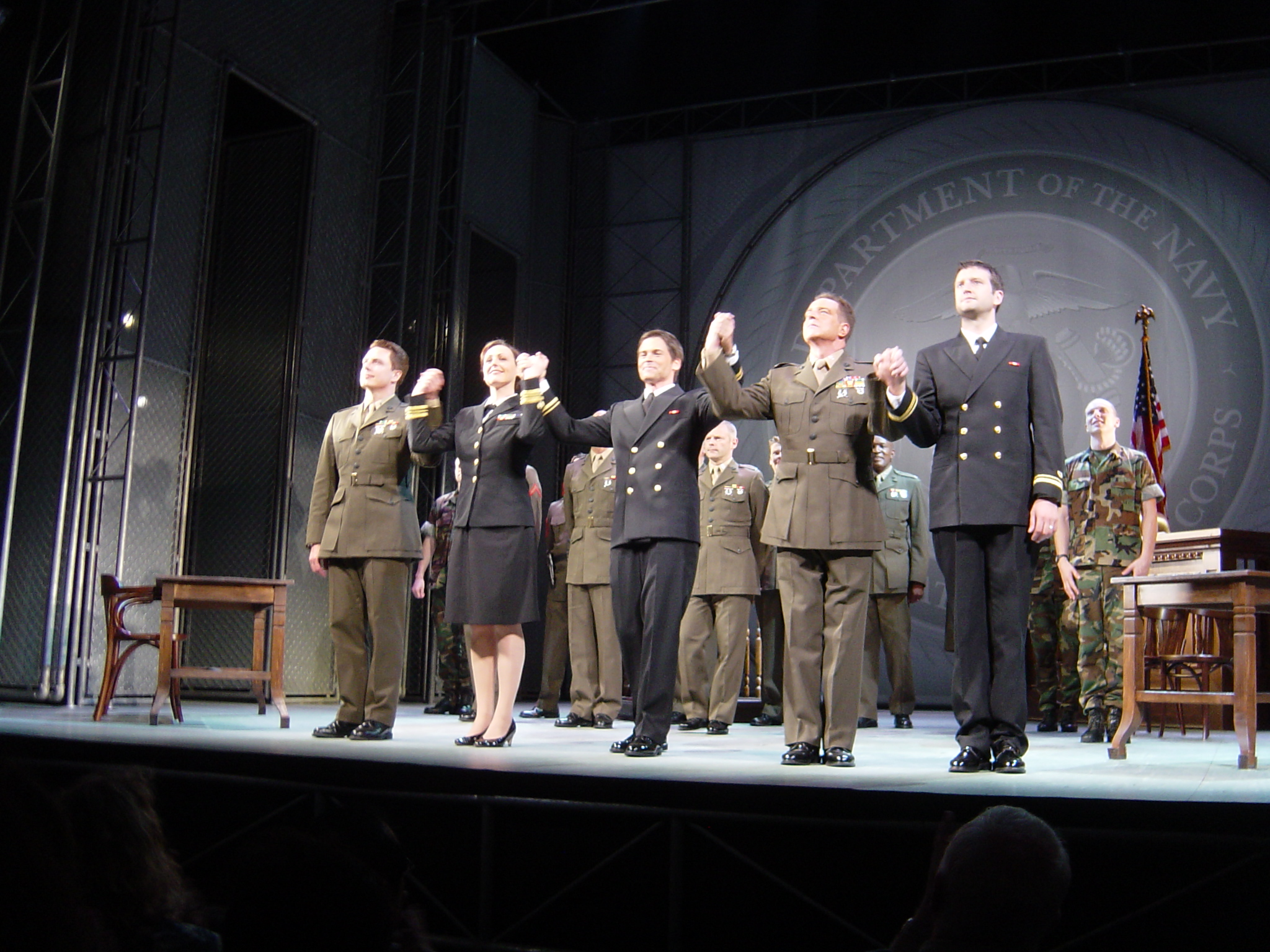
舞台劇版的《軍官與魔鬼 (舞台劇)》演出照片。

編劇艾倫·索金是在一次與自己的姊姊——黛博拉（Deborah）在電話上的交談時，得到了靈感而創造出本片的改編原戲——舞台法庭劇《軍官與魔鬼》。黛博拉從波士頓大學法學院畢業後，就與美國海軍執法署簽了三年的役期，並且在此期間正好去過關塔那摩灣，幫一群受到上級的指令、而差點弄死一位同袍的陸戰隊員做辯護。當時還在百老匯的王宮劇院當酒吧侍者謀生的索金，便由姊姊提供的這些資訊為題材，開始把故事的大部分情節抄在店裡的紙巾上。由於他和室友合購了一台麥金塔512K電腦，因此每次他回住處後都將這些輸入到電腦內，並在之後用來編出《軍官與魔鬼》的大綱。
1988年，索金在《軍官與魔鬼》初次搬上舞台公演之前，便在一場交易中將其電影版權售予製片大衛·布朗。布朗之前就已在《紐約時報》上讀過一篇敘述索金的獨幕劇《畫中謎》（Hidden in This Picture）的文章，也發現索金的《軍官與魔鬼》將在外百老匯演出。
在三星電影公司（TriStar Pictures）負責數項計畫的布朗，嘗試說服公司裡的人將《軍官與魔鬼》搬上大銀幕，但由於缺乏足夠的影星加入而被婉拒。之後，布朗接到了城堡石娛樂公司的艾倫·霍恩（Alan Horn）打來的電話，而他很期待能製作這部電影。同樣在城堡石公司的洛·雷納後來也決定加入、執導該片。

### 選角及電影特色
本片片頭以美國海軍陸戰隊的《永遠忠誠進行曲》作為展開，之後則是陸戰隊獨特的無聲操槍表演，但表演者並非正規陸戰隊軍人，而是德州農工大學預官訓練團的大一儀隊（Fish Drill Team）隊員。
數位海軍執法署出身的法律界人士都曾被認為是湯姆·克魯斯飾演的主角——凱菲中尉的藍本。例如唐·馬卡里（Don Marcari，維吉尼亞州州檢察官）、大衛·伊格拉夏司（原新墨西哥州州檢察官）、克里斯·強生（Chris Johnson，加州開業律師）、沃爾特·班斯利三世（Walter Bansley III，康乃狄克州開業律師）。然而一篇2011年9月15日刊載在《紐約時報》的文章中，引用了索金的一句發言：「《軍官與魔鬼》片中的凱菲一角純屬虛構，沒參考任何真實中的特定人士」。
飾演道森准下士的沃爾夫岡·博蒂森原本只是影片場勘人員，但之後被請去參加道森的角色試鏡。

## 提名及榮譽

### 奧斯卡金像獎
此片在第65屆奧斯卡金像獎（1993年）中入圍了四個獎項如下：
- 最佳影片獎
- 最佳男配角獎（積·尼高遜）
- 最佳剪接獎
- 最佳音效獎（凱文·歐康奈爾（英语：Kevin O'Connell (sound re-recording mixer)）、里克·克萊恩、羅伯特·埃伯（英语：Robert Eber））

### 金球獎
此片入圍五項金球獎：
- 最佳劇情片
- 最佳導演（洛·雷納）
- 最佳男主角（湯·告魯斯）
- 最佳男配角（積·尼高遜）
- 最佳劇本（阿倫·索金）

### MTV電影大獎
此片在MTV電影大獎中入圍了五個獎項：
- 最佳影片（獲獎）
- 最佳銀幕反派（積·尼高遜）
- 最佳男演員表演獎（湯·告魯斯、積·尼高遜）
- 最佳女演員表演獎（狄美·摩亞）
- 最性感男演員（湯·告魯斯）

### AFI百年百大系列
此片在AFI百年百大系列中曾獲兩次表彰，第一次是2005年時，積·尼高遜飾演的傑瑟普上校的台詞（你承擔不起真相！）被選為AFI百年百大電影台詞中第29名。第二次為2008年時，本片在AFI百年各類型電影十大佳片中被選為法庭劇情片第5名。
- AFI百年百大英雄與反派：
  - 傑瑟普上校：獲提名（反派類）[17]
- AFI百年百大电影台词：
  - ：入選（第29名）
- AFI十大類型十大佳片：入選（法庭劇情片類第5名）

## 票房與評價
本片於1992年12月11日起在1,925個戲院上映，頭一週的票房收入為1,551萬7,468美元，之後三週內的票房也都蟬聯第一。最後的全球累積收入為2億365萬美元，包括美國票房的1億4,134萬又178美元，和海外票房的9,515萬又9,822美元。
而除了票房之外，本片在影評方面也獲得很大的成功。《滾石雜誌》的彼得·崔佛斯（Peter Travers）說「本片均一的傑出表現該歸功於洛·雷納，他進行了巧妙的執導、結合了懸疑和角色，來塑造出一部強力撼動人心的電影」[註1]。《時代雜誌》的理查·史柴寇（Richard Schickel）稱本片為「一部優秀的好電影，在敘述這個稀鬆平常、但又引人入勝的劇情時，沒有任何浪費的台詞或畫面」[註2]。《綜藝》週刊的陶德·麥卡錫（Todd McCarthy）則預料「這道吸引了劇院內普羅觀眾目光的戲劇性火花，對於影迷們而言將會更加地難以抗拒，因為它具有出色的力量」[註3]。
本片在爛番茄上得到了81%的評比。

### 名詞
- 美國海軍執法署
- 美國海軍陸戰隊
- 霸凌
- 期數列外

### 新聞事件
- 洪仲丘事件

### 類似主題電影
- 將軍的女兒